# Deliver Us From Evil
Deliver Us From Evil – dziesiąty album studyjny walijskiej grupy hardrockowej Budgie z 1982 roku. Album zajął 62. miejsce na liście UK Albums Chart.
Tematyka utworów nawiązuje do nawrócenia wokalisty i frontmana zespołu, Burke’a Shelleya, na religię chrześcijańską. Stąd tytuł albumu nawiązuje do zakończenia Modlitwy Pańskiej: nas zbaw od złego. Teksty piosenek zawierają przeważnie zawołania do wiary, nadziei i miłości. Album otwiera (Bored with Russia) i zamyka (Finger on the Button) piosenka o wymowie pacyfistycznej. Inne utwory podejmują temat siły przyjaźni (Finger on the Button) oraz miłości (Hold on to Love), które przeciwstawiają się złu świata.
Album wzbogacił dawne brzmienie heavymetalowe o elementy album-oriented rock. Pojawiają się również instrumenty klawiszowe i syntezatory. Pomimo to przez wielu krytyków longplay został uznany za najmniej udaną płytę w historii zespołu.

## Lista utworów
Większość utworów skomponowali Burke Shelley i John Thomas – wyjątki opisano:
Strona A
| 1. | „Bored With Russia” (Hill)    | 3:49  |
|    |                               |       |
| 2. | „Don’t Cry”                   | 3:19  |
|    |                               |       |
| 3. | „Truth Drug”                  | 4:23  |
|    |                               |       |
| 4. | „Young Girl” (Mason, Grieves) | 2:17  |
|    |                               |       |
| 5. | „Flowers In The Attic”        | 5:12  |
|    |                               |       |
|    |                               | 19:00 |
|    |                               |       |
Strona B
| 6.  | „N.O.R.A.D. (Doomsday City)” | 4:15  |
|     |                              |       |
| 7.  | „Give Me The Truth”          | 4:11  |
|     |                              |       |
| 8.  | „Alison” (Shelley)           | 3:26  |
|     |                              |       |
| 9.  | „Finger On The Button”       | 3:59  |
|     |                              |       |
| 10. | „Hold On To Love”            | 4:16  |
|     |                              |       |
|     |                              | 20:07 |
|     |                              |       |
Dodatkowe nagrania na CD wydanym w 2013
| 10. | „Bored with Russia” (wersja singlowa)            | 3:35  |
|     |                                                  |       |
| 11. | „Truth Drug” (wersja koncertowa, 1982)           | 4:36  |
|     |                                                  |       |
| 12. | „Flowers in the Attic” (wersja koncertowa, 1983) | 5:00  |
|     |                                                  |       |
|     |                                                  | 13:11 |
|     |                                                  |       |

## Muzycy
- Burke Shelley – gitara basowa, śpiew
- Steve Williams – perkusja
- John Thomas – gitara
- Duncan Mackay – instrumenty klawiszowe